# Estadio Bernardo Candela Gil
El Estadio Bernardo Candela Gil, anteriormente conocido como Estadio 28 de Diciembre, es un complejo deportivo que está ubicado en el sector de Paraíso en el distrito de San Miguelito, fue el estadio oficial del Sporting San Miguelito y otros equipos de la extinta Liga Nacional de Ascenso. Actualmente solo se utiliza para la Liga Distritorial de San Miguelito.

## Remodelación

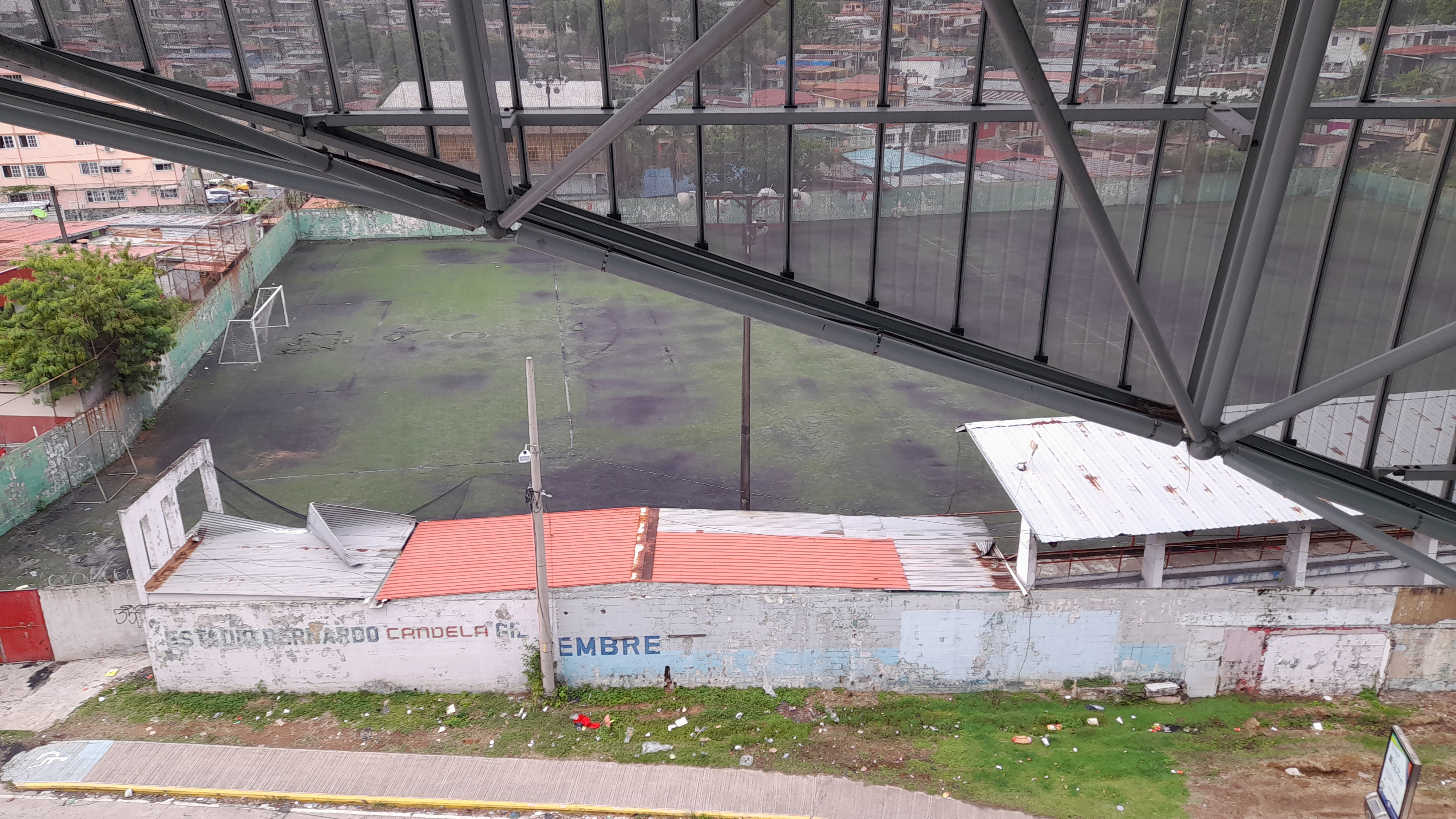
Estadio Bernardo Candela Gil antes de su remodelación (2022-2024), ubicado en el Distrito de San Miguelito, Ciudad de Panamá

El 15 de septiembre de 2007 se dio por reinaugurado este estadio. En el mismo, el Gobierno Nacional de Panamá, junto al Instituto Nacional de Deportes (INDE) , deciden gastar un presupuesto de 300,000.00 dólares para lo que sería el nuevo estadio de San Miguelito. Y le daría una nueva proyección, que es la grama sintética y una ampliación a su capacidad de 300 a  1,000 personas.
El primer juego en este coliseo fue entre el Sporting San Miguelito y el Atlético Chiriquí. Fue televisado el 23 de septiembre de 2007, siendo el acto de reinauguración del coliseo, y el primer gol fue de Eladio Mitre al minuto 36'.

## Nombre
Bernardo Gil fue un expresidente de la Liga Provincial de Panamá Este y promotor del fútbol de San Miguelito. En vida luchó de manera radical por el escenario del Estadio 28 de Diciembre, de los cuales varias veces cayó preso junto con otros dirigentes de fútbol, al luchar por que el escenario no se le quitara para ser puesto como un área de toldos para los bailes típicos, e incluso para la construcción de un hospital privado. Luego de mucho tiempo, uno de los deseos más anhelados era que el lugar fuera dotado de gradas, facilidades para los equipos y jugadores, y sobre todo que la cancha fuese de engramado como en las mejores canchas del área.

## Reapertura
El 1 de febrero de 2024, El presidente de la República de Panamá, Laurentino Cortizo Cohen, inauguró el Estadio Bernardo “Candela” Gil después de una profunda remodelación iniciada en el 2019, esta obra incluye un Gimnasio de Alto Rendimiento, graderías con capacidad para 780 espectadores y cancha de juego con grama sintética que cumple con las medidas reglamentarias de la FIFA. La obra se realizó por un monto de $2.097,000,

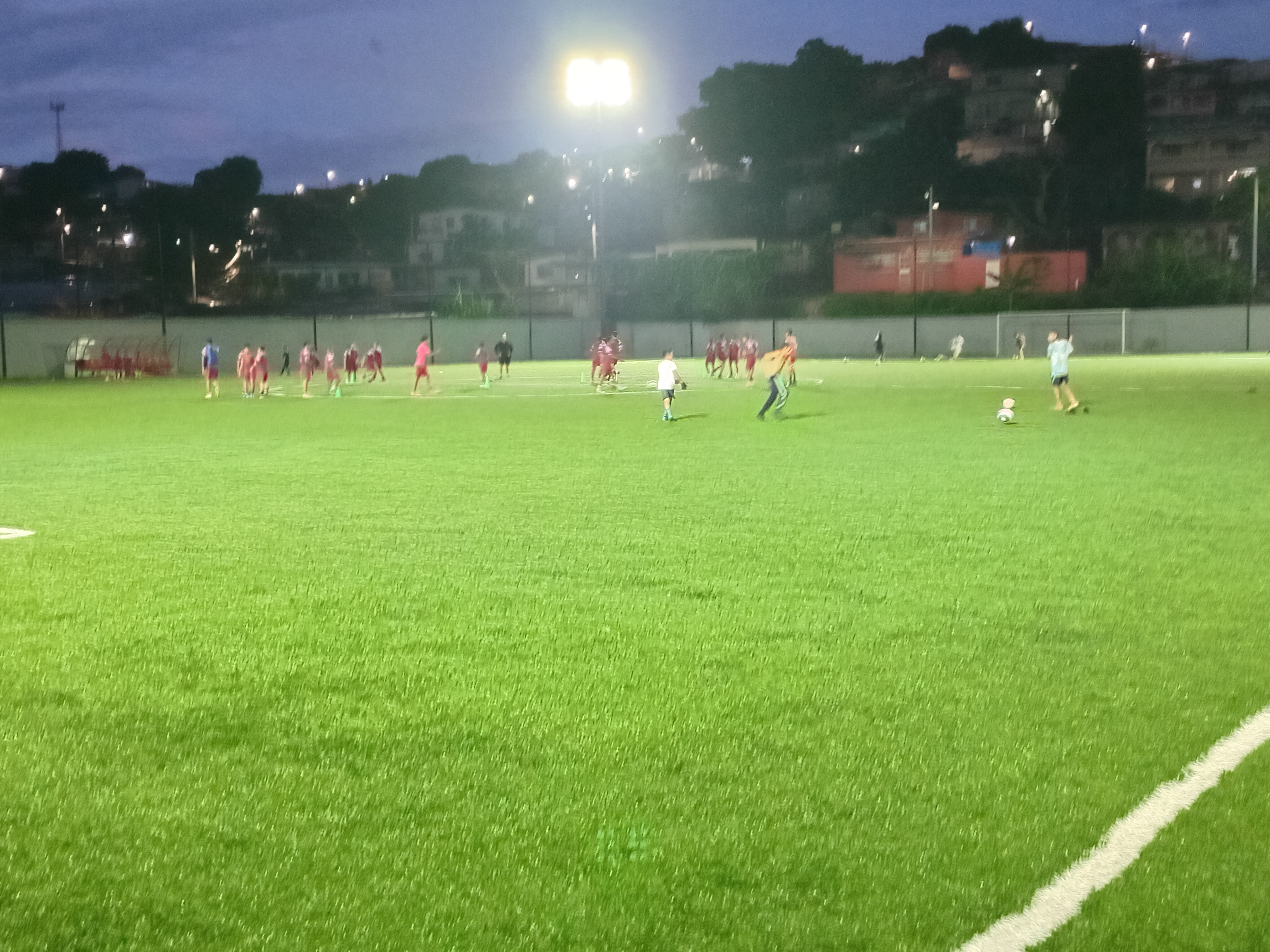
Estadio Bernardo Candela Gil, Estadio de Balompie de San Miguelito

## Transporte público

### Bus
Las líneas del Metrobús con parada en la Avenida Ricardo J. Alfaro o Tumba Muerto (comúnmente conocida) cerca del Estadio Bernardo "Candela" Gil son:
- Las rutas troncales recorren 5 ejes viales, estos son: Vía España, Transístmica, Av. Ricardo J. Alfaro (Tumba Muerto), Vía Israel y la autopista Forestal. 
  - M502 Av. Ricardo J. Alfaro - ZP 5 de mayo o Mañanitas
  - V442 Vía España - ZP 5 de mayo o Metro Nuevo Tocumen
  - E664 Costa del Este - Metro San Miguelito

### Metro/Tren
La estación del Metro de Panamá más próxima al estadio y con conexión directa es la de Paraíso (L2).